# وسترلو
شهر وسترلو (به فرانسوی: Westerlo) در شهرستان تورنو در استان آنتوئر در منطقه فلاندری در کشور بلژیک واقع شده‌است.

## نگارخانه

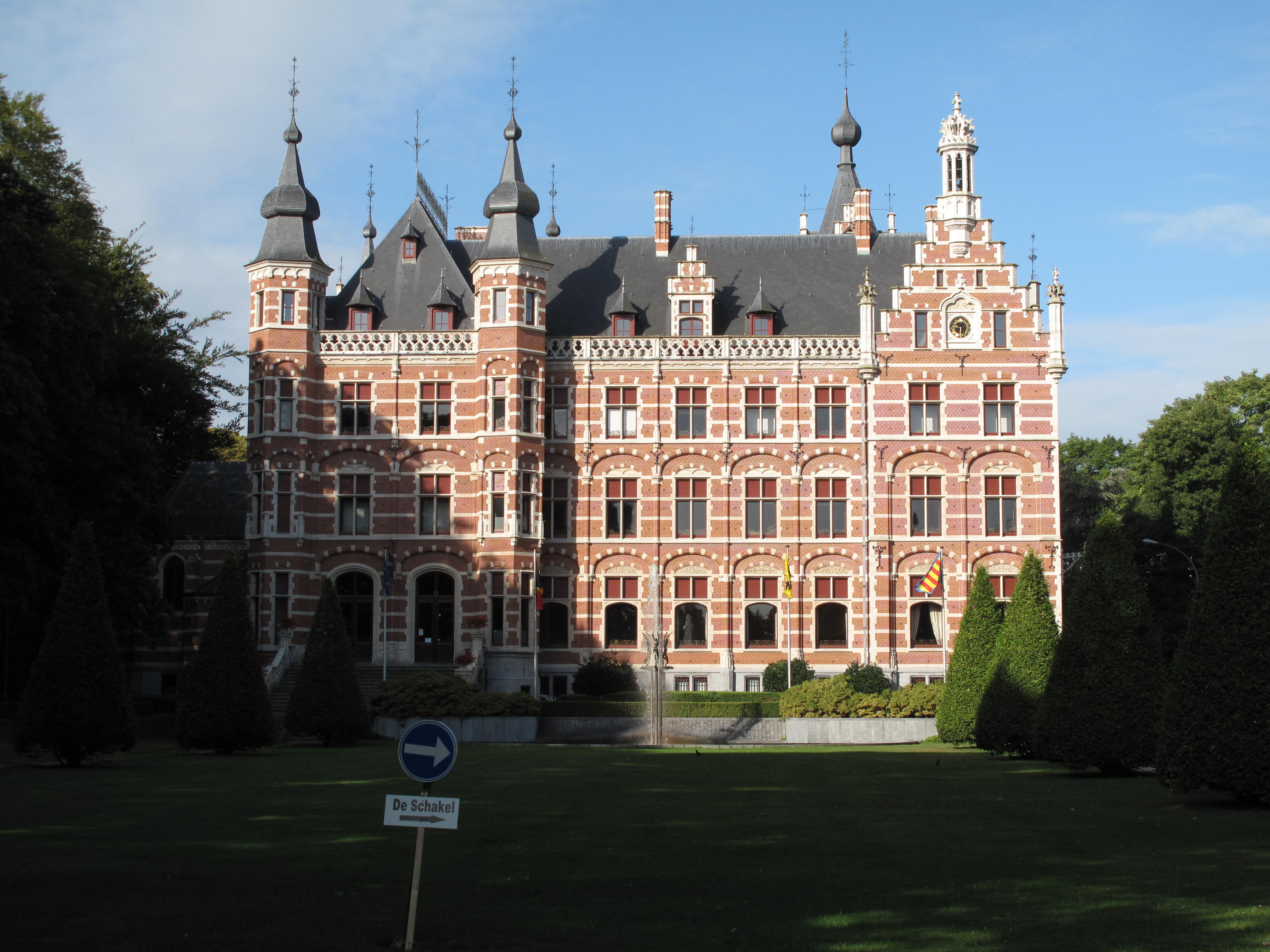
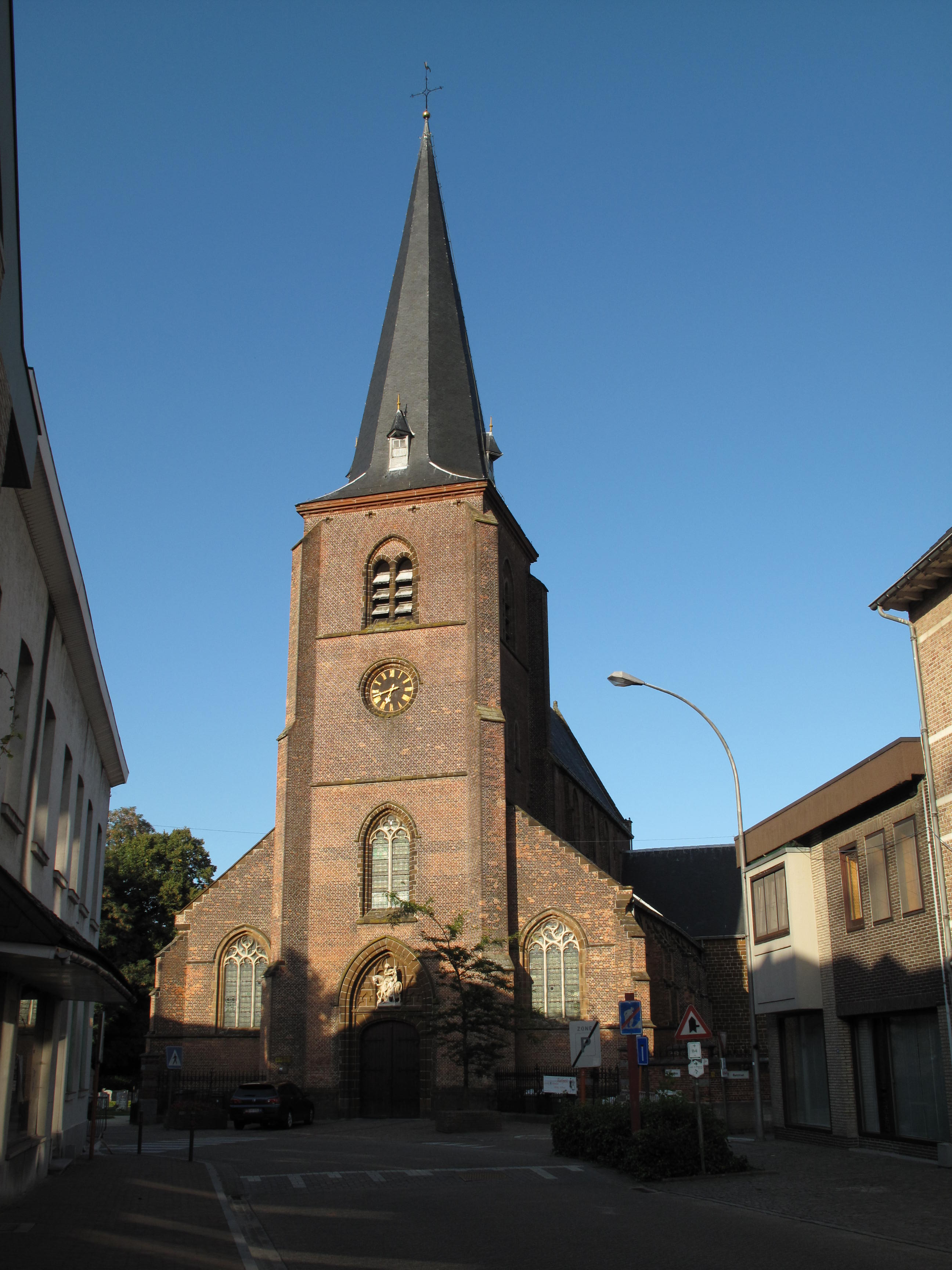
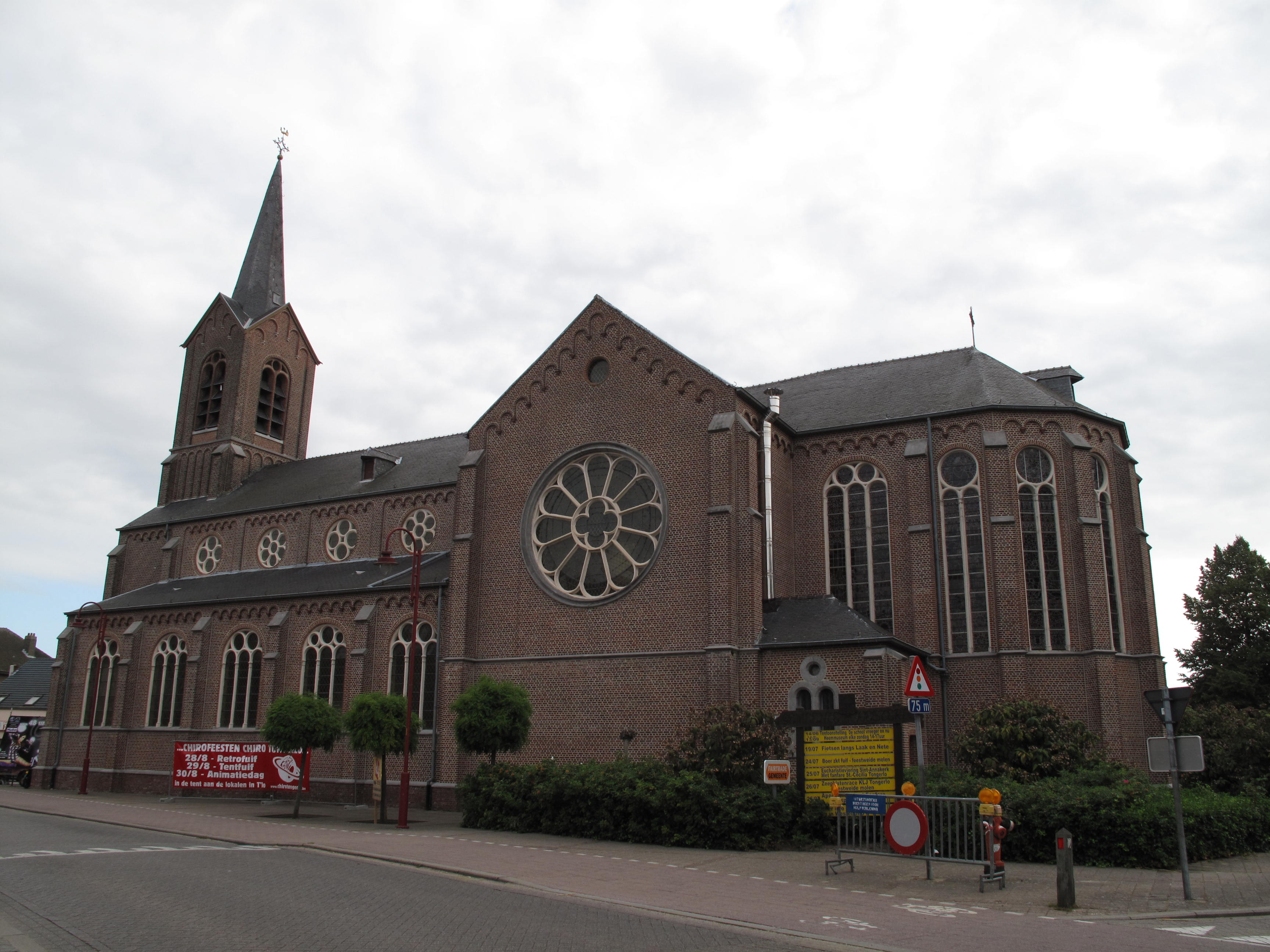
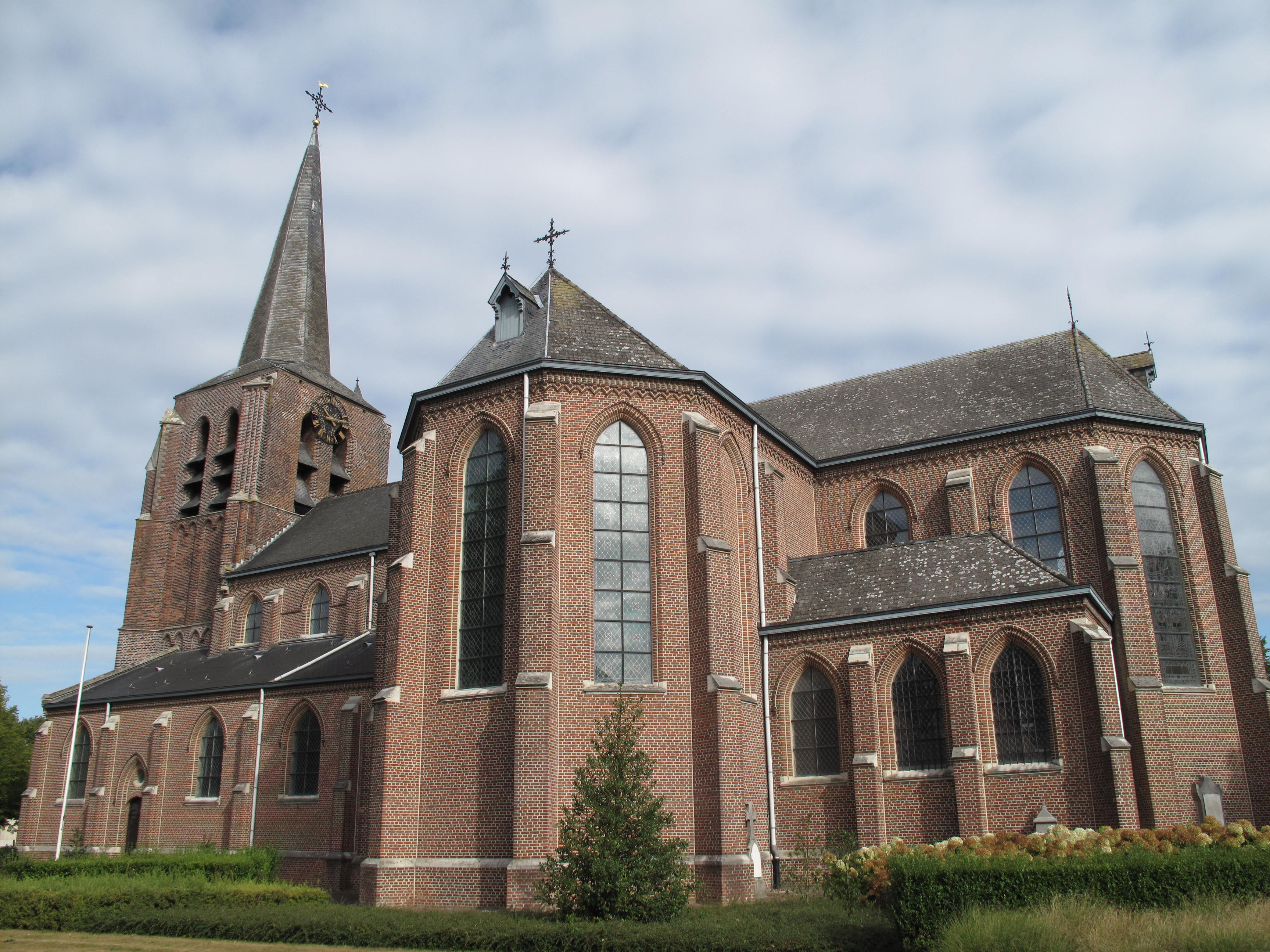